# هيرويا نوداكا
هيرويا نوداكا (باليابانية: 野嶽 寛也) (مواليد 3 ديسمبر 2000) هو لاعب كرة قدم ياباني.

## وصلات خارجية
- هيرويا نوداكا على موقع رابطة كرة القدم اليابانية للمحترفين (اليابانية)
- هيرويا نوداكا على موقع قاعدة بيانات كرة القدم.إي يو (الإنجليزية)
- هيرويا نوداكا على موقع Soccerway.com (الإنجليزية)
- هيرويا نوداكا على موقع عالم كرة القدم.نت (الإنجليزية)